# Histoire de Détroit
Cet article traite de divers aspects de l'histoire de Détroit, la principale ville de l'État du Michigan, aux États-Unis. Située au cœur de la région agricole du Midwest, la ville de Détroit a une histoire longue et variée. Elle constitue l'une des plus vieilles villes d'origine européenne à l'ouest des Appalaches.

## Colonisation française
La colonisation européenne du secteur a commencé en 1701 quand l'aventurier français Antoine Laumet de La Mothe, sieur de Cadillac s'y installe avec quelques compagnons, dont Alphonse de Tonty et sa femme Marie Anne Picoté de Belestre, qui serait la première femme de Détroit. Au début, la colonie s'est appelée fort Pontchartrain du détroit en l'honneur du comte de Pontchartrain, ministre de la Marine de Louis XIV, et selon la configuration des lacs Sainte-Claire et Érié dont elle occupe les rives occidentales.
En 1698, Cadillac se rend en France où il présente un mémoire dont l'essentiel vise l'établissement d'une colonie permanente sur la rivière Détroit. Le 27 mai 1699, le roi en commande l'exécution. Les engagements de Cadillac tiennent en six points : empêcher le castor de tomber aux mains iroquoises ; livrer les pelleteries les plus recherchées, la France étant saturée de peaux de moyenne qualité ; assurer du travail aux coureurs des bois ; garantir des bénéfices aux marchands ; réunir au poste de Détroit les nations alliées et, enfin, grâce aux colons et aux missionnaires, assimiler celles-ci à la nation française.
Le fondateur de Détroit quitte Montréal le 5 juin 1701 avec une centaine de personnes, moitié habitants, moitié soldats, et deux missionnaires. Le 24 juin, le groupe s'installe sur le site où s'amorce bientôt la construction du fort Pontchartrain. Une colonie se développait à Détroit, mais sa présence n'avait pas consolidé les liens entre les tribus de l'Ouest et les Français. Presque toutes les fourrures prenaient la route de New York.

## Conquête britannique et la révolte de Pontiac
Après la capitulation de Montréal en 1760, le major Rogers et ses 200 Rangers furent envoyés pour prendre possession de Détroit, alors sous la coupe française de François-Marie Picoté, sieur de Belestre II. Ils rencontrèrent Pontiac en chemin et ce dernier se montra pacifique avec ces hommes qui tout récemment avaient été ses ennemis. Il faut dire que les Britanniques avaient alors promis aux Indiens de l'ouest des échanges commerciaux plus avantageux dans le but d'acquérir leur loyauté. Or, les intentions des Britanniques étaient bien différentes de leurs promesses. Les Français avaient pris l'habitude d'approvisionner leurs alliés indiens en fusils et en munitions en plus de mettre à leur disposition plusieurs services gratuits. Le général Amherst décida que, dorénavant, s'ils désiraient des armes, les Indiens devraient les obtenir dans des échanges commerciaux. De plus, les tribus devraient maintenant se rendre elles-mêmes aux postes de traite britanniques pour faire du commerce et il serait interdit aux commerçants britanniques d'acheter leurs biens avec du rhum. Les Indiens étaient furieux et ne manquèrent pas de protester. En juin 1761, selon le nouveau commandant de Détroit Donald Campbell, les Outaouais incitaient « toutes les nations de la Nouvelle-Écosse jusqu'à l'Illinois à prendre la hache de guerre contre les Anglais. » 

Une grande conférence de paix fut organisée d'urgence à Détroit en 1761. Malgré les ordres de Amherst interdisant « d'acheter la bonne conduite des Amérindiens avec des cadeaux », les Britanniques décidèrent de ne pas mentionner cette nouvelle politique à leurs invités et les couvrirent même de présents pour qu'ils ne se doutent de rien. Au lieu du chef de guerre Pontiac, c'est le vieux chef civil Mécatépilésis qui parla au nom des Outaouais. La rencontre fut un succès mais peu de temps après, les indiens réalisèrent quels étaient les nouveaux ordres secrets de Amherst et les projets de révoltes reprirent de plus belle. 
En 1762, la rumeur courait que la France avait l'intention de reprendre la ville de Québec, ce qui encouragea les Amérindiens. À l'été de 1762, Pontiac organisa une rencontre secrète à Détroit entre les Outaouais, les Ojibwas, les Hurons, les Potawatomis et d'autres chefs de la région du lac Supérieur. Deux Canadiens étaient également présents. Une grande rébellion s'organisa. On tenta de contacter les Weas, les Sénécas, les Delawares, les Shawnees et même les Miamis. Plusieurs messages furent interceptés par les Britanniques et la rébellion prévue pour 1763 n'eut pas lieu. 
Mais Pontiac ne se laissa pas décourager et, en avril 1763, il convia les Potowatomis et les Hurons pour une nouvelle rencontre à la rivière aux Écorces. Un plan d'attaque armé fut alors mis sur pied. Trois jours plus tard, environ 50 indiens furent admis à l'intérieur du fort Détroit sous prétexte de vouloir faire la danse du Calumet pour les occupants. Le vrai but de la visite était d'espionner la garnison. Le plan prit ensuite forme. Pontiac allait demander aux Britanniques d'organiser une assemblée. Les participants indiens cacheraient des armes sous leurs vêtements et en distribueraient aux habitants français. Les conspirateurs attendraient alors le signal de Pontiac pour passer à l'action. Mais un traitre informa le nouveau commandant de Détroit du complot. Lors de la visite de Pontiac, ce dernier doubla la garde et ordonna à ses hommes de porter leurs épées bien en vue et de toujours entourer les Amérindiens pendant les cérémonies. Pontiac réalisa que son plan avait été découvert et ne donna pas le signal qui aurait déclenché le combat
Pontiac fut de retour à Détroit le 6 mai pour une deuxième tentative. Il était accompagné de ses hommes répartis dans 65 canots mais cette fois-ci, Gladwin lui refusa l'accès au fort. Le chef outaouais décida alors d'assiéger le fort et de tendre des embuscades autour de celui-ci. Pendant ce temps, les Ojibwas attaquèrent avec succès un détachement britannique. Le 10 mai, Pontiac informa Gladwin qu'il était prêt à négocier la paix. La rencontre aurait lieu dans la maison d'Antoine Cuillerier dit Beaubien. Plusieurs Indiens et Canadiens étaient présents, dont Jacques Godfroy qui prit part à l'insurrection ainsi qu'un interprète du nom de Pierre Chesne dit Labutte. Deux officiers britanniques, Donald Campbell et George McDougall arrivèrent et furent immédiatement faits prisonniers. Les Potawatomis capturèrent deux autres Britanniques au fort Saint-Joseph (aujourd'hui Niles dans l'État du Michigan) et ils furent amenés et exécutés à la maison de Cuillerier. Pontiac demanda alors à Gladwin de capituler sans quoi il exécuterait les deux autres otages. Le commandant britannique refusa. 
Amherst qui avait d'abord sous-estimé les Indiens ordonna que des troupes se mettent en marche vers le fort Détroit pour écraser les rebelles. Pontiac, lui, fit une ultime tentative pour gagner les Canadiens à sa cause. Zacharie Chiquot et environ 300 jeunes hommes acceptèrent de se joindre à lui. Mais plusieurs autres francophones décidèrent de s'allier aux Britanniques. 
Lorsque les troupes britanniques arrivèrent à Détroit, elles avaient en leur possession le texte du traité de Paris par lequel la France renonçait à ses possessions en Nouvelle-France. Les Potowatomis et les Hurons se dissocièrent alors de Pontiac et brisèrent l'alliance. Le 25 juillet, Jacques Godfroy revint du fort Chartres en Louisiane avec une mauvaise nouvelle; la France n'enverrait aucun renfort pour venir en aide à Pontiac. Le moral était à son plus bas lorsque, le 29 juillet, les Britanniques organisèrent une contre-attaque et 247 soldats surgirent du fort Détroit. Pontiac et ses hommes avaient été informés de l'attaque par des Canadiens et attendaient les soldats britanniques qui furent mis en pièces. 
Pendant ce temps à New York, le général Amherst était complètement dépassé par les évènements. Enragé contre Pontiac et ses alliés, il autorisa ses hommes à échanger des couvertures infestées de petite vérole aux Indiens dans le but qu'ils soient exterminés par la maladie, une première dans les annales de la guerre biologique. Plusieurs documents indiquent que la manœuvre eut bien lieu et qu'elle fut un succès. La maladie fit bientôt des ravages horribles parmi les Indiens de la région. 
Mais en octobre, et ce malgré tous ses efforts pour les convaincre de persister, les alliés de Pontiac commencèrent à le déserter pour participer à la chasse annuelle. À la fin du même mois, un messager du fort Chartres apporta des lettres du commandant français Neyon qui confirmaient que la Grande-Bretagne et la France étaient de nouveau en paix. Les lettres encourageaient les Amérindiens à mettre fin aux hostilités et conseillaient aux habitants canadiens qui désiraient demeurer sous le régime français de déménager à l'ouest du Mississippi. À la suite de la révélation de ces messages, les Canadiens acceptèrent de vendre 8 000 livres de blé à la garnison de Détroit qui en avait grandement besoin. 
Pontiac entreprit alors de se rendre lui-même en Louisiane pour demander des renforts au commandant Neyon. Il arriva sur les lieux en avril 1764 et Neyon lui expliqua qu'il ne désirait pas se battre puisque la France et la Grande-Bretagne étaient de nouveau en paix. Pendant son absence, un rival de Pontiac nommé Manitou, entreprit de mettre fin aux hostilités et de pacifier les derniers partisans de Pontiac. 
En 1783, aux termes du Traité de Paris, Détroit a été cédé au nouveau pays indépendant des États-Unis. Cependant les Britanniques ont refusé d'obéir à cette partie du traité. Ce n'est qu'en 1796, après la signature du Traité de Londres entre les deux pays, que Détroit fut donné réellement aux États-Unis.

## XIXesiècle

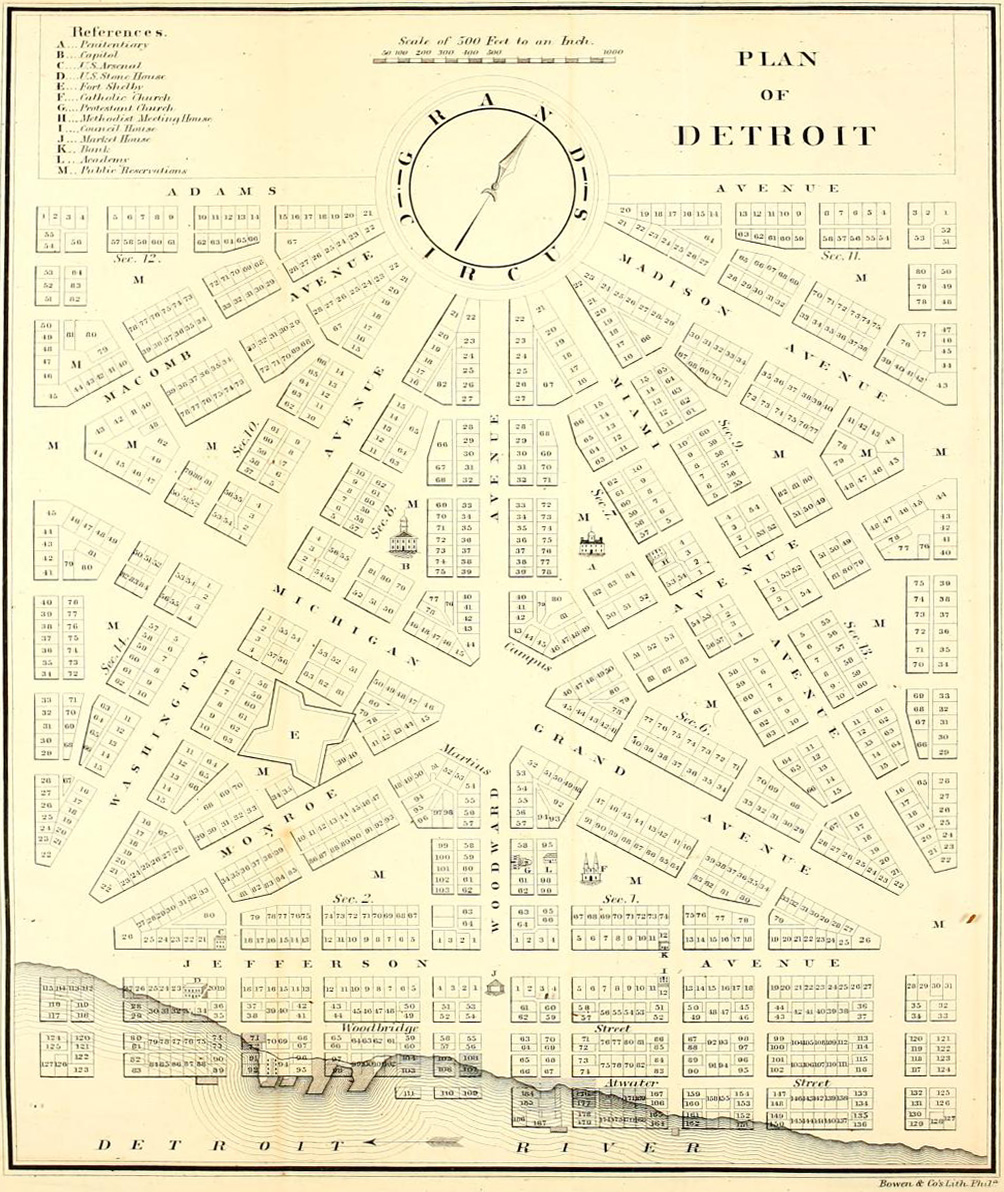
Plan de reconstruction d'Augustus Woodward.

En 1805, Détroit a subi un incendie dévastateur, qui a détruit la majeure partie de l'architecture coloniale française de la ville. Peu après, le père Gabriel Richard a dit, meliora de Speramus ; cineribus de resurget (« nous espérons de meilleures choses ; elle ressuscitera de ses cendres ») qui sont devenues la devise officielle de la ville. Le juge Augustus B. Woodward a conçu un plan semblable à la conception de Pierre Charles L'Enfant de la ville de Washington.
Pendant le XIXe siècle, les planificateurs de ville, suivant la philosophie de City Beautiful ont construit un certain nombre de bâtiments de style Beaux-Arts et baroque. Vers la fin du siècle, Détroit était alors surnommée le « Paris du Midwest » pour son architecture élégante et ses espaces publics ouverts.

## XXesiècle
Entre 1900 et 1930, la ville s'est développée énormément, car sa population a augmenté de 265 000 à plus de 2 million d'habitants. Pendant ce temps, une partie de l'architecture classique du siècle précédent a été perdue, remplacé par des gratte-ciels énormes, notamment le Penobscot Building, le Guardian Building et le Fisher Building. (Voir l'article Architecture de Detroit.)
La croissance explosive de la ville n'a pas eu que des effets positifs. L'air et l'eau du secteur sont devenus pollués, et son bord d'eau est devenu en grande partie industriel, interdit aux résidents. Les taudis se sont développés dans plusieurs secteurs de la ville, en particulier la partie à l'est, de plus en plus habitée par les Afro-Américains dès 1920. La tension raciale entre les résidents noirs et blancs a mené aux émeutes en 1943.
L'entrée des États-Unis dans la Seconde Guerre mondiale a apporté des changements énormes à la ville. Pendant plus de trois ans (1942-45), la production des automobiles commerciales fut cessée entièrement ; à la place, toutes les usines construiraient des chars de combat M5 Stuart, des jeeps militaires, et des bombardiers B-24 pour l'usage des Alliés. Pour sa contribution importante à la cause des Alliés, Détroit gagnait le surnom The Arsenal of Democracy.  
En 1950, la population de Détroit a atteint 1 850 000 habitants. Ensuite elle a commencé à baisser, car le nouveau système d' Interstate highway a permis à des résidents de se déplacer en banlieue et d'aller au travail en voiture. 
Tandis que la population blanche de la ville diminuait après 1950, sa population noire continua à se développer, car les noirs pauvres du Sud ont émigré dans la ville. Le 23 juillet 1967, des émeutes éclatèrent dans la partie est de la ville. Ce furent les émeutes les plus sanglantes et les plus destructrices de l'histoire des États-Unis, avec 43 morts, 467 blessés et plus de 2 000 bâtiments détruits. 
La réputation de la ville s'en est ressentie et la population blanche a massivement quitté la ville. Au début des années 1970, les Afro-Américains ont constitué la majorité de la population et en 1973 le premier maire noir de la ville, Coleman Young, a été élu. 
Young, membre de la gauche du parti démocrate, est un homme controversé. Tandis qu'il était aimé par une grande partie des habitants noirs de la ville, il était impopulaire parmi les blancs et les hommes d'affaires. La population et le déclin économique de la ville ont continué sous son mandat, qui a duré jusqu'en 1993.

## XXIesiècle
Selon le recensement de 2000, la population de Détroit était de 951 270 habitants - la première fois depuis le recensement de 1920 que la population de la ville était au-dessous du niveau de 1 million.
Le 18 juillet 2013, Détroit est la première grande ville américaine à demander une mise en faillite, la ville ayant cumulé depuis des années une dette, devenue impayable, d'environ 18,5 milliards de dollars américains.
Aujourd'hui la ville essaie de conjurer ce déclin. Ainsi montre-t-elle des signes de renaissance dans quelques quartiers (notamment dans le centre-ville et le long de la rivière), et les relations avec les milieux d'affaires ont été rétablies. 